# Adriano Romualdi
Adriano Romualdi (Forli, 9 de dezembro de 1940 — Roma, 12 de agosto de 1973) foi um historiador, ensaísta político e jornalista italiano.

## Juventude
Adriano Romualdi nasceu em 1940, filho de Pino Romualdi, o qual havia sido vice-secretário do Partido Fascista Republicano durante a República Social Italiana, assim como fundador no pós-guerra do MSI (Movimento Sociale Italiano), Adriano cresceu num ambiente de confronto de ideias, onde, por um lado, os vencedores da Segunda Guerra Mundial construíam a história de acordo com a sua obediência ideológica, mas com uma tónica comum, denegrir aqueles que procuraram honrar o compromisso bélico da Itália até ao fim, e por outro, os vencidos que procuravam manter acesa a chama da «outra Europa», mais além das fórmulas liberais e marxistas, que por aquela altura se digladiavam, já antevendo-se a Guerra Fria.
Fervoroso leitor de livros de História, Adriano Romualdi licenciou-se, como não podia deixar de ser, em História, tornando-se professor de História Contemporânea na Universidade de Palermo, onde conviveu com politólogos de relevo como Augusto de Noce ou Renzo de Felice. Porém, o personagem que mais influenciou Romualdi foi o filósofo Julius Evola, figura aliás de quem se tornará amigo e inclusive biógrafo.

## Atividade política e cultural
Desprendido das amarras da nostalgia pelo regime fascista, na qual a maioria dos nacionalistas italianos estavam encerrados, Adriano Romualdi lia Nietzsche, Spengler, sendo que este último fê-lo despertar para o facto de que o pequeno nacionalismo, de cariz burguês]], estava morto. Para ele o Fascismo padecia de uma enfermidade, nomeadamente a obediência a critérios baseados no nacionalismo do século XIX, quando a marcha da História impelia a ultrapassar o Estado-Nação, para dar lugar aos grandes espaços continentais.
Longe de ser um intelectual, designação por ele desprezada, Romualdi era um homem de pensamento e acção. Tradicionalista, mas em absoluto conservador, podemos defini-lo como um “Futurista”, no sentido lato da palavra, ou seja, ele tanto admirava o feito dos norte-americanos terem colocado o homem na Lua, como o avanço soviético na antropologia, sociologia e psicologia. Romualdi percebeu que era imperioso a recuperação da cultura pelos nacionalistas, única forma de construir uma «área política radical», capaz de fazer frente ao adversário capitalista-marxista.
Homem de excepcional inteligência Adriano Romualdi contribuiu de forma indelével para a evolução do nacionalismo revolucionário, através da transmissão de novas formas de compreender a História e a política, ou seja, para ele, ideias, símbolos ou lemas desprovidos de capacidade transformadora não seriam mais que estratégias ridículas, votadas ao fracasso.
Romualdi foi também um dos principais impulsionadores da apropriação do termo “Direita” entre os nacionalistas, dado que naquela época, essa designação, além de não ter um quadrante político que a assumisse, foi encarada estrategicamente como sendo capaz de cativar os amplos sectores sociais que não se identificavam com o conservadorismo envergonhado dos Democratas-Cristãos. Romualdi procurou mesmo conceder um corpo ideológico a esse termo “Direita”, ora atentemos na sua explicação: «O que significa ser de Direita? Ser de Direita significa, em primeiro lugar, reconhecer o carácter subversivo dos movimentos saídos da Revolução Francesa, sejam eles o Liberalismo, a Democracia ou o Socialismo. Ser de Direita significa, em segundo lugar, detectar a natureza decadente dos mitos racionalistas, progressistas, materialistas, que preparam o advento da civilização plebeia, o reino da quantidade, a tirania da massa anônima e monstruosa. Ser de Direita significa, em terceiro lugar, conceber o Estado como uma totalidade orgânica onde os valores políticos predominam sobre a estrutura econômica e onde o direito de “a cada um o seu” não significa igualdade, mas desigualdade qualitativa. Enfim, ser de Direita significa aceitar como própria aquela espiritualidade aristocrática, religiosa e guerreira que originou a civilização europeia, e – em nome desta espiritualidade e dos seus valores - aceitar a luta contra a decadência da Europa».
No entanto, o conceito mais relevante que Adriano Romualdi abordou enquanto ideólogo foi a ideia da «Europa-Nação». Como escreveu Juan Atónio Llopart a este propósito «Seguindo os passos de Drieu La Rochelle, Adriano Romualdi não acreditava noutro nacionalismo que não aquele representado pela Pátria europeia. Para Romualdi, o “pequeno nacionalismo” é um simulacro, pura estultícia, um bonsai da política convencional, que de modo algum entra dentro dos parâmetros definidos por um movimento cultural e político, cuja finalidade estratégica seja a de vertebrar uma alternativa de «civilização» frente aos materialismos neoliberal e marxista.
Romualdi percebeu perfeitamente que o futuro somente poderá ser garantido através de um retorno às mais profundas raízes europeias, aliado aos avanços que a técnica e ciência moderna oferecem, ou por outras palavras, unir a tradição primordial com o futurismo, em oposição ao conservadorismo reacionário e ao progressismo desenraizador, tese recentemente atualizada e aperfeiçoada por Guillaume Faye, explanada na sua obra “L’Archeofuturisme”.
Colaborador assíduo nas publicações nacionalistas italianas, foi também autor de diversas obras entre as quais destacamos “Os Indo-Europeus”, “O problema de uma tradição europeia”, e ainda a biografia do seu mestre “Julius Evola, o homem e a obra”.
Adriano Romualdi faleceu em agosto de 1973, num trágico acidente de automóvel em Roma, com apenas 32 anos de idade.